# Ursus
Ursus је род животиња из породице Ursidae. У њега спадају мрки медвед, амерички црни медвед, бели медвед, азијски црни медвед и изумрла врста пећински медвед.